# AC Sparta Praha/Saison 2015
Dieser Artikel listet Erfolge und Fahrer des Radsportteams AC Sparta Praha in der Saison 2015 auf.

## Zugänge – Abgänge
| Zugänge        | Team 2014     | Abgänge           | Team 2015             |
| -------------- | ------------- | ----------------- | --------------------- |
| Jindřich Dlask | Experiment 23 | Tomáš Medek       | Bohemia Cycling Track |
| Petr Málan     | Experiment 23 | Petr Kohlbeck     | Unbekannt             |
|                |               | Martin Kubík      | Unbekannt             |
|                |               | Tomáš Okrouhlický | Unbekannt             |

## Mannschaft
| Name            | Geburtstag         | Nationalität |
| --------------- | ------------------ | ------------ |
| Martin Červenka | 13. September 1983 | Tschechien   |
| Jindrich Dlask  | 26. Mai 1991       | Tschechien   |
| Petr Fiala      | 30. August 1995    | Tschechien   |
| Tomáš Holub     | 25. September 1990 | Tschechien   |
| Jakub Honzik    | 3. Oktober 1996    | Tschechien   |
| Vojtěch Jonáš   | 23. Oktober 1989   | Tschechien   |
| Lukas Kobes     | 9. März 1996       | Tschechien   |
| Petr Malan      | 13. Dezember 1995  | Tschechien   |
| Jiří Nesveda    | 14. Mai 1985       | Tschechien   |
| Jan Ryba        | 25. März 1995      | Tschechien   |
| Jan Stöhr       | 5. April 1991      | Tschechien   |
| Pavel Stöhr     | 5. April 1991      | Tschechien   |
| Václav Viktorin | 11. August 1989    | Tschechien   |